# Tripogon sivarajanii
Tripogon sivarajanii är en gräsart som beskrevs av Sunil. Tripogon sivarajanii ingår i släktet Tripogon och familjen gräs. Inga underarter finns listade i Catalogue of Life.